# Tradescantia andrieuxii
Tradescantia andrieuxii är en himmelsblomsväxtart som beskrevs av Charles Baron Clarke. Tradescantia andrieuxii ingår i släktet båtblommor, och familjen himmelsblomsväxter. Inga underarter finns listade.